# La morte nera (film 1992)
La morte nera (Quiet Killer) è un film per la televisione del 1992 diretto da Sheldon Larry.

## Trama
Una dottoressa si accorge in un ospedale appena in tempo di un contagiato di peste, appena in tempo per non far scoppiare un'epidemia mondiale incontrollabile e.. dagli aspetti devastanti. All'inizio nessuno le crede, ma per fortuna anche così ella riesce ad evitare una pandemia.